# 19.ª Divisão de Infantaria (Alemanha)
A 19. Infanterie-Division foi uma divisão de infantaria da Alemanha que serviu durante a Segunda Guerra Mundial.
A unidade foi formada em Hanôver no dia 1 de Outubro de 1934 sob o codinome de Artillerieführer VI, tendo o usado até o dia 15 de Outubro de 1935. Os regimentos de infantaria desta unidade foram formados a partir do 17. Infanterie-Regiment da 6. Divisão do Reichswehr. A unidade foi mobilizada no mês de Agosto de 1939 como sendo parte da 1ª Onda (em alemão: 1. Welle).
No dia 1 de Novembro de 1940 a unidade foi reorganizada e redesignada 19. Panzer-Division.

## Comandantes
| Comandante                                      | Data                                           |
| ----------------------------------------------- | ---------------------------------------------- |
| General der Kavallerie Konrad von Goßler        | 15 de Outubro de 1935 - 1 de Março de 1938     |
| Generalleutnant Günther Schwantes               | 1 de Março de 1938 - 1 de Fevereiro de 1940    |
| General der Panzertruppen Otto von Knobelsdorff | 1 de Fevereiro de 1940 - 1 de Novembro de 1940 |

## Oficiais de Operações (Ia)
| Oberstleutnant Alexander von Pfuhlstein                       | 3 de Novembro de 1938 - 10 de Janeiro de 1940 |
| Oberstleutnant Sigismund-Hellmuth Ritter und Edler von Dawans | 10 de Janeiro de 1940 - 1 de Novembro de 1940 |

## Área de Operações
| Polônia | Setembro de 1939 - Maio de 1940 |
| Bélgica | Maio de 1940 - Novembro de 1940 |

## Oficiais do Generalstab
| Oberstleutnant i.G. Walter Keiner                                  | Criação - 15 de Outubro de 1935                |
| Major i.G. Eberhard Kinzel                                         | 1 de Abril de 1937 - 10 de Novembro de 1938    |
| Oberstleutnant i.G. Alexander von Pfuhlstein                       | 10 de Novembro de 1938 - 10 de Janeiro de 1940 |
| Oberstleutnant i.G. Sigismund-Hellmuth Ritter und Edler von Dawans | 10 de Janeiro de 1940 - Reorganização          |

## Ordem da Batalha
1 de Outubro de 1934
- Infanterie-Regiment Braunschweig (Stab, I.-III., Ausb.)
- Infanterie-Regiment Göttingen (Stab, I.-III., Ausb.)
- Artillerie-Regiment Hannover (Stab, I.-IV.)
- Pionier-Bataillon Holzminden

15 de Outubro de 1935
- Infanterie-Regiment 17 (Stab, I.-III.)
- Infanterie-Regiment 38 (Stab, I.-III.)
- Infanterie-Regiment 59 (Stab, I.-III.)
- Artillerie-Regiment 19 (Stab, I.-III.)
- Artillerie-Regiment 55 (I., II.)
- Beobachtungs-Abteilung 19
- Panzerabwehr-Abteilung 19
- Pionier-Bataillon 19
- Infanterie-Divisions-Nachrichten-Abteilung 19

6 de Outubro de 1936
- Infanterie-Regiment 17 (Stab, I.-III., Erg.)
- Infanterie-Regiment 59 (Stab, I.-III.)
- Infanterie-Regiment 82 (Stab, I.-III., Erg.)
- Artillerie-Regiment 19 (Stab, I.-III.)
- Panzerabwehr-Abteilung 19
- Pionier-Bataillon 19
- Infanterie-Divisions-Nachrichten-Abteilung 19

12 de Outubro de 1937
- Infanterie-Regiment 59 (Stab, I.-II.)
- Infanterie-Regiment 73 (Stab, I.-III.)
- Infanterie-Regiment 74 (Stab, I.-II.)
- Artillerie-Regiment 19 (Stab, I.-III.)
- Artillerie-Regiment 55 (I.)
- Panzerabwehr-Abteilung 19
- Pionier-Bataillon 19
- Infanterie-Divisions-Nachrichten-Abteilung 19
- Fahr-Abteilung 24

10 de Novembro de 1938
- Infanterie-Regiment 59 (Stab, I.-II., Erg.)
- Infanterie-Regiment 73 (Stab, I.-III., Erg.)
- Infanterie-Regiment 74 (Stab, I.-II., Erg.)
- Artillerie-Regiment 19 (Stab, I.-III.)
- Artillerie-Regiment 55 (I., II.)
- Panzerabwehr-Abteilung 19
- Pionier-Bataillon 19
- Infanterie-Divisions-Nachrichten-Abteilung 19

1939
- Infanterie-Regiment 59
- Infanterie-Regiment 73
- Infanterie-Regiment 74
- Aufklärungs-Abteilung 19
- Artillerie-Regiment 19
  - I. Abteilung
  - II. Abteilung
  - III. Abteilung
  - I./Artillerie-Regiment 55
- Beobachtungs-Abteilung 19 [4]
- Pionier-Bataillon 19
- Panzerabwehr-Abteilung 19
- Nachrichten-Abteilung 19
- Feldersatz-Bataillon 19
- Versorgungseinheiten 19

Junho de 1940
- Infanterie-Regiment 59
- Infanterie-Regiment 73
- Infanterie-Regiment 74
- Artillerie-Regiment 19
- I./Artillerie-Regiment 55
- Aufklärungs-Abteilung 19
- Panzerjäger-Abteilung 19
- Pionier-Bataillon 19
- Infanterie-Divisions-Nachrichten-Abteilung 19
- Infanterie-Divisions-Nachschubführer 19

## Recebedores da Cruz de Cavaleiro da Cruz de Ferro
A seguir estão listados os 4 soldados da unidade que foram condecorados com a Cruz de Cavaleiro da Cruz de Ferro durante o tempo em que estiveram sob comando desta unidade:
| Nome             | Data       | Patente           | Unidade                       |
| ---------------- | ---------- | ----------------- | ----------------------------- |
| Jürgens, Karl    | 04.09.1940 | Feldwebel         | Zugführer i. d. 2./Inf.Rgt 73 |
| Hippler, Gustav  | 04.09.1940 | Oberleutnant d.R. | Führer 5./Ing.Rgt 74          |
| Pongratz, Johann | 04.09.1940 | Oberfeldwebel     | Zugführer i. d. 2./Inf.Rgt 74 |
| Schmidt, Gustav  | 04.09.1940 | Oberst            | Kdr Inf.Rgt 74                |